# Jan Tománek (režisér)
Jan Tománek (* 14. února 1978 Praha) je český spisovatel, filmový režisér a výtvarník. Je autorem animovaných filmů Kozí příběh – pověsti staré Prahy a Kozí příběh se sýrem. V současné době se věnuje převážně psaní knih.

## Život
Jeho otcem je malíř a grafik Jan Sarkandr Tománek. Po střední umělecko-průmysloprůmyslové škole Václava Hollara Tománek studoval od roku 1999 do roku 2005 na Akademii výtvarných umění v Praze u profesora Michaela Bielického a Veroniky Bromové obor Nová média.
V letech 1994–1996 přispíval jako student do herních časopisů Excalibur, Score a založil časopis Level, kde v roce 1995 působil jako šéfredaktor.
V roce 1997 vytvořil první krátký film Perpetuum mobile, kde je použito kombinace počítačové animace s reálnými herci. Při studiu na Akademii výtvarných umění vytvářel krátké filmy, a to jak hrané, tak animované a kombinované. Podílel se na vzniku projektu pro pražskou Laternu magiku (představení Trasmission disconnected), kde pracoval na kombinaci živých herců s počítačovou animací. Spolupracoval se svými rodiči v rodinném studiu Art And Animation studip na řadě dětských filmů a animovaných večerníčků pro Českou televizi. V roce 2008 natočil film Kozí příběh – pověsti staré Prahy, který se stal nejnavštěvovanějším českým animovaným filmem vůbec. V roce 2012 dokončil pokračování filmu Kozí příběh se sýrem.
V roce 2020 inicioval a založil občanskou aktivitu Zdravé fórum, která sdružuje a nabádá rodiče a občany Česka k přemýšlení o vládních opatřeních k epidemii koronaviru. Petici, která založení Zdravého fóra předcházela, podepsalo k srpnu 2021 přes 18 000 lidí.
Od roku 2018 se věnuje převážně psaní beletrie.
Má dvě děti, syna Jana a dceru Zuzanu.

## Knihy
- Motýlí křik (2018) – Konspirační thriller ze současné Prahy vedoucí až na konferenci Bilderberg, kde se jedná o budoucnosti světa. (Albatros Media, XYZ)
- Lustr pro papeže (2019) – Příběh z pekla normalizačních lágrů – podle skutečných událostí – věznice Minkovice. (Albatros Media, XYZ)
- Archa knih (2021) – Skutečná pravda se skrývá mezi řádky – Dystopický román (Albatros Media, XYZ)
- Válka se stromy (2022) – Hořce parodické podobenství o současném světě, který se stále více a více vymyká z kloubů. (AAA studio)
- Průvodce králičí norou (2023) – Třicet tři snadno srozumitelných kapitol zásadních souvislostí o době, ve které žijeme. (AAA studio)
- Začít u sebe (2025) – Pokračování Průvodce králičí norou – tam, kde předchozí kniha položila otázky, se tato snaží hledat odpovědi. (AAA studio)

## Blogy a fejetony
- Blogy na Aktualně.cz (2018–2021)
- Blogy na Echo24 (2022)
- Blogy na vlastní doméně (2022)
- Kronika doby covidové (2022) – kniha sebraných textů a blogů několika autorů – Jan Hnízdil, Michal Klíma, Tomáš Nielsen, Margit Slimáková, Markéta Šichtařová, Jan Tománek: (Nakladatelství Lidové noviny, 2022, ISBN 9788074228193)

## Filmografie

### Celovečerní filmy
- Kozí příběh – pověsti staré Prahy (2008) – 3D počítačově animovaný film
- Kozí příběh se sýrem (2012) – 3D počítačově animovaný film

### Krátké a školní filmy
- 1997: Poslední večeře Páně (The Last dinner of Lord) – 3 min. – krátký film
- 1997: Perpetuum mobile – 5 min. – krátký film
- 1999: Kapesníček (The Hanky) – 6 min. – krátký film
- 1999: Ze života sklenic (From the life of glasses) – 3 min. – 3D animace
- 1999: Vlastně nikam… (Actually nowhere…) – 20 min. – short film
- 2000: Svět (The World) – 3 min. – 3D animace
- 2001: Červená Karkulka – 5 min. – krátký film
- 2002: Žáby (The Frogs) – 4 min. – 3D animace
- 2003: Probuzení (Wake up) – 20 min. – krátký film

## Ocenění a festivaly
- 2008: Český lev – Nominace za nejlepší výtvarné řešení
- 2009: Febiofest – Kristian – Cena kritiků – Nejlepší animovaný film roku 2008
- 2009: CINANIMA 2009 – Espino (oficiální výběr do soutěže)
- 2009: Animest 2009, Bukurešť, Rumunsko – oficiální výběr do soutěže
- 2009: Animátorský festival Bangkok – oficiální výběr do soutěže
- 2009: INDIE FEST USA, Kalifornie, USA
- 2009: SICAF (oficiální výběr do soutěže)
- 2009: Drake International film festival, Neapol, Itálie
- 2009: Digital Seoul Film Festival, Soul, Jižní Korea
- 2010: Mezinárodní festival NUEVA MIRADA, Buenos Aires, Argentina – Golden kite – Nejlepší animovaný film pro děti
- 2010: Mezinárodní animátorský festival, Bilbao, Španělsko